# Stefan Matzner
Stefan Matzner  (* 24. April 1993 in Korneuburg) ist ein ehemaliger österreichischer Radrennfahrer, der auf Bahn und Straße aktiv war.

## Sportliche Laufbahn
2013 wurde Stefan Matzner in seiner Heimatstadt Wien auf der Radrennbahn im Ferry-Dusika-Hallenstadion zweifacher österreichischer Meister, im Scratch sowie gemeinsam mit Andreas Müller im Zweier-Mannschaftsfahren. Im 1000-Meter-Zeitfahren, im Punktefahren und in der Einerverfolgung wurde er jeweils Vize-Meister.
Im Januar 2013 hatte Matzner sein Debüt in der internationalen Elite-Klasse, als er mit Andreas Graf im Zweier-Mannschaftsfahren in Aguascalientes beim Lauf des Bahnrad-Weltcups 2012/13 startete. Das Duo belegte Platz zehn. Bis 2018 errang Matzner fünf weitere österreichische Meistertitel auf der Bahn.
2018 holte Stefan Matzner bei den Bahneuropameisterschaften in Glasgow seine erste internationale Medaille, als er im Punktefahren Rang drei belegte. Später im Jahr gewann er den Scratch-Wettbewerb beim Lauf des Bahn-Weltcups in Saint-Quentin-en-Yvelines.

## Erfolge
2013
- Österreichischer Meister – Scratch, Zweier-Mannschaftsfahren (mit Andreas Müller)

2015
- Österreichischer Meister – Scratch

2016
- Österreichischer Meister – Sprint

2017
- Österreichischer Meister – 1000-Meter-Zeitfahren, Punktefahren

2017
- Österreichischer Meister – Sprint

2018
- Europameisterschaft – Punktefahren
- Österreichischer Meister – Sprint
- Weltcup in Saint-Quentin-en-Yvelines – Scratch

2019
- Österreichischer Meister – Scratch

## Teams
- 2012–2013 Arbö-Gebrüder Weiss